# Алан Гінкес
Алан Гінкес (англ. Alan Hinkes народився 26 квітня 1954 в Норталлертоні в північному Йоркширі) — відомий британський альпініст. Нині це єдиний британець, який підкорив всі 14 восьмитисячників Землі. Кавалер так званої  Корони Гімалаїв і Каракоруму. На вершину останнього з них,  Канченджанги, він ступив 30 травня 2005 р.

## Основні сходження
- 1987 — Шишабангма
- 1988 — Манаслу
- 1990 — Чо-Ойю — деякі джерела висловлюють сумнів у тому, що він досяг вершини.
- 1991 — Броуд-пік
- 1995 — К2
- 1996 — Еверест
- 1996 — Гашербрум I
- 1996 — Гашербрум II
- 1997 — Лхоцзе
- 1997 — Нанга Парбат — спроба сходження. Зійшов з маршруту через серйозну травму: грижа міжхребцевого диска.
- 1998 — Нанга Парбат
- 1999 — Макалу
- 2000 — Канченджанга — спроба не вдалася через погану погоду, зламав руку під час спуску.
- 2002 — Аннапурна
- 2004 — Дхаулагірі
- 2005 — Канченджанга